# Орден Аль-Саид
Орден Аль Саид (Wisam Al-Sa’id) — высший рыцарский орден Омана.

## История
Первое упоминание ордена Аль Саида относится к 1913 году, когда султан Маската и Омана Фейсал бен Турки пожелал учредить орден в честь своего рода Аль Саид. Орден учреждался в шести классах: высший класс — орденская цепь, и пять классов. Поскольку нет сведений ни об одном награждении этого периода, а также отсутствие орденских знаков, можно сделать вывод, что далее документального учреждения ордена дело не пошло.
В 1982 году, султан Омана Кабус бен Саид, восстановил орден Аль Саида в одном классе орденской цепи, как высшую награду государства, предназначенную для вручения иностранным монархам.

## Описание
Инсигнии ордена состоят из знака на орденской цепи, знака на широкой чрезплечной ленте и звезды ордена. Изготовлены из серебра с позолотой.
Знак ордена — золотая восьмиконечная звезда в виде узких двугранных лучиков, напоминающих лезвие меча. Между лучиками широкие штралы зелёной эмали в виде цветочного листа. В центре звезды широкий медальон красной эмали с надписью на арабском языке золотом: «ад-Давла ас-Садидийя аль-Уманийя», с золотой каймой инкрустированной бесцветными фианитами с бриллиантовой огранкой. Верхний лучик припаян к переходному звену в виде короны Омана, которое имеет кольцо для крепления к орденской цепи или орденской ленте.
Звезда ордена — тринадцатиконечная, в виде тонких двугранных пламенеющих лучиков, между которыми штралы, состоящие их трёх разновеликих лучиков, расположенных пирамидально, и инкрустированных бесцветными фианитами с бриллиантовой огранкой. В центре звезды широкий медальон зелёной эмали с именем основателя ордена на арабском языке золотом: «Саид бин Файлал бин Таймур бин Турки аль-Ватик би-ллах аль-Маджид». Медальон имеет золотую кайму инкрустированную рубиновыми фианитами бриллиантовой огранки.
Орденская цепь состоит из чередующихся звеньев двух типов и центрального звена, к которому крепится знак ордена, соединённых между собой двойными цепочками. Центральное звено — золотой герб Омана в серебряном лавровом венке под золотой короной Омана. Остальные звенья чередуясь: золотая корона Омана в серебряном лавровом венке, золотой герб Омана.
Чрезплечная лента ордена шёлковая муаровая красного цвета с зелёной полоской по центру.
В современном варианте инсигнии выполнены английской компанией Spink & Son of London.